# Lucius Cornelius Scipio (praetor in 174 v.Chr.)
Lucius Cornelius Scipio was een zoon van Publius Cornelius Scipio Africanus maior. Hij werd in 192 v.Chr. door Antiochus III de Grote gevangengenomen. Hij werd voor de slag bij Magnesia in 190 v.Chr. weer vrijgelaten (de berichten over deze gebeurtenis zijn niet eenduidig). De secretaris van zijn vader, Gaius Cicereius, hielp hem om in 174 v.Chr. praetor (samen met zijn broer Publius Cornelius Scipio II) te worden.